# Chlorocypha selysi
Chlorocypha selysi là loài chuồn chuồn trong họ Chlorocyphidae. Loài này được Karsch mô tả khoa học đầu tiên năm 1899.